# Maculinea cruciata
Maculinea cruciata är en fjärilsart som beskrevs av Beuret 1949. Maculinea cruciata ingår i släktet Maculinea och familjen juvelvingar. Inga underarter finns listade i Catalogue of Life.